# 1980年夏季残疾人奥林匹克运动会荷兰代表团
1980年夏季残疾人奥林匹克运动会荷兰代表团是荷兰派出的1980年夏季残疾人奥林匹克运动会代表团。获得33枚金牌、31枚银牌和36枚铜牌。